# OCPP
OCPP（英語：Open Charge Point Protocol）是电动载具（EV）充电桩和中央管理系統之間的应用层通訊協定，也稱為充電站網路（charging station network），類似手機和手機網路一樣。原始版本是由Joury de Reuver和Franc Buve所開發。
最近版本是2.0版，目前是要建立開放式的應用層協定，讓不同製造商的充電桩和中央管理系統可以互相通訊。目前全世界已有許多的充电桩及中央管理系統使用OCPP。
自2019年起，在英國的新充電桩需使用OCPP或是類似的協定，以符合电动载具家用充電框架要求

## 美國的使用情形
目前為止，在美國的製造商沒有大量使用OCPP，因為美國市場的擴大，主要是許多大型的美國能源部贊助而產生的電網路所組成，其中也允許充電網路自行選擇通訊協定。因為大部份的充電網路供應商也是充電桩製造商，自然會在电动载具的基礎建設上使用專用的協定，而不用OCPP。
美國能源部在2013年時將充電網路的互操作性視為優先項目，設置一個新的中心，其運作是要確保載具、充電桩、通訊及網路都和電網一致。電動載具-智能電網互操作性中心（Electric Vehicle-Smart Grid Interoperability Center）位在芝加哥附近的阿贡国家实验室，其工作就是整合電動載具和智慧電網。

## 外部連結
- Open Charge Alliance （页面存档备份，存于）